# قلعه کموج
قلعه کموج مربوط به اواخر دوره صفوی - دوره قاجار است و در شهرستان داورزن، غرب روستای علی‌آباد واقع شده و این اثر در تاریخ ۱۶ اسفند ۱۳۸۴ با شمارهٔ ثبت ۱۴۳۶۲ به‌عنوان یکی از آثار ملی ایران به ثبت رسیده‌است.